# France 3 Aquitaine
Ne doit pas être confondu avec France 3 NoA.
 (juillet 2023).

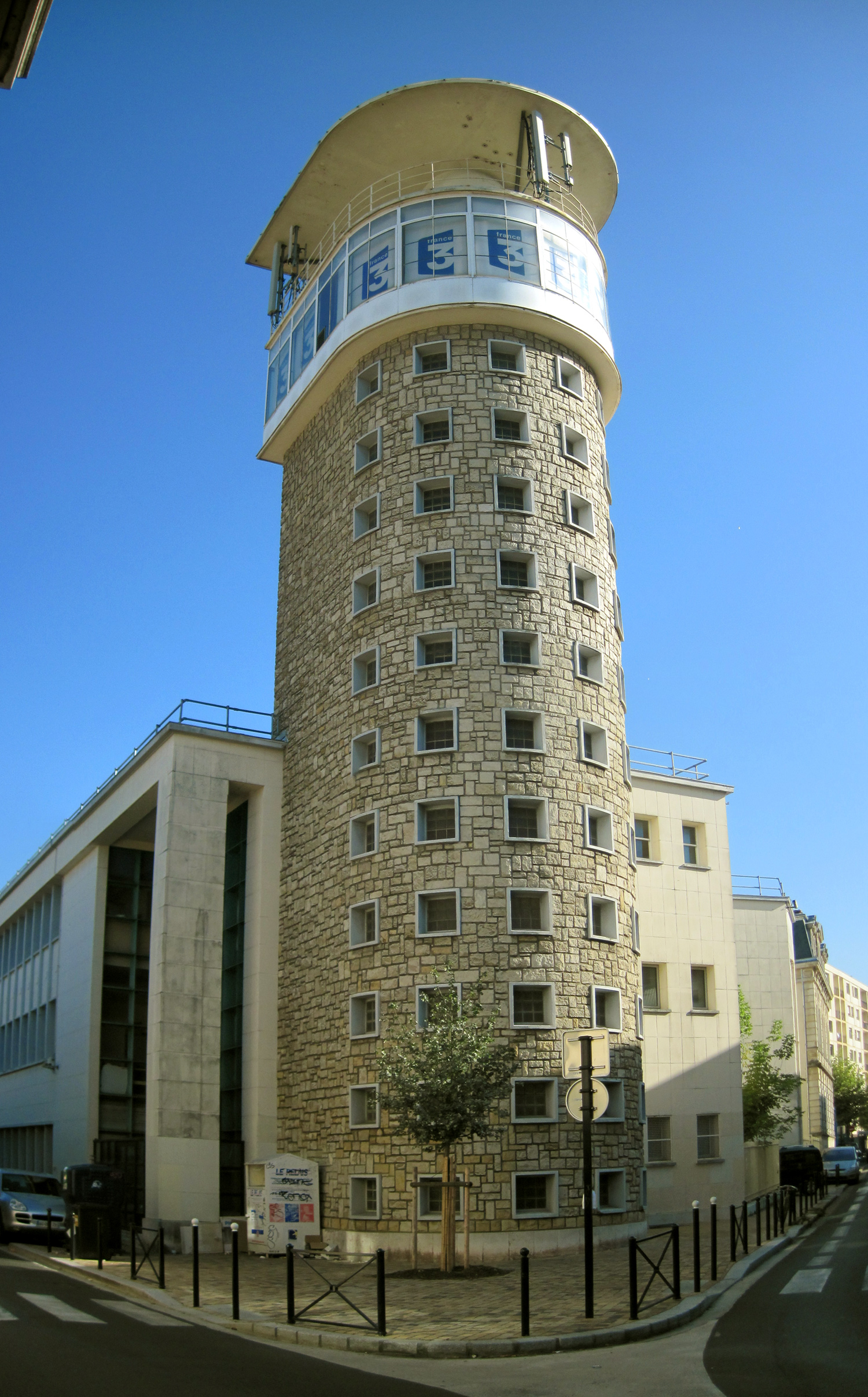
Tour de France 3 Aquitaine à Bordeaux (architecte : Jacques Carlu).

France 3 Aquitaine est une des vingt-quatre antennes métropolitaines de proximité de France Télévisions. Comme France 3 Poitou-Charentes et France 3 Limousin, elle fait partie depuis janvier 2017 de la direction régionale de France 3 Nouvelle-Aquitaine dont le siège est à Bordeaux.
Couvrant cinq départements de la région Nouvelle-Aquitaine (Dordogne, Gironde, Landes, Lot-et-Garonne et Pyrénées-Atlantiques), sa grille des programmes est basée sur un « programme commun » produit à Paris et diffusé au niveau national par l'ensemble des stations régionales de France 3, auquel viennent s'ajouter des productions propres (journaux télévisés, bulletins météo, retransmission de certains événements régionaux ou de compétitions sportives). En plus des émissions en français, la chaîne propose quelques programmes en occitan (magazine Contradas) et en basque (magazine Txirrita).
La chaîne dispose d'une rédaction régionale à Bordeaux, de rédactions locales à Périgueux (qui produit le décrochage France 3 Périgords, à destination de la Dordogne), à Bayonne (décrochage France 3 Euskal Herri, à destination du Pays basque) et à Pau (décrochage France 3 Pau Sud-Aquitaine, à destination du Béarn) et de trois bureaux d'information à Dax, Agen, Mont-de-Marsan.
France 3 Aquitaine est diffusée par voie hertzienne par la télévision numérique terrestre (TNT) dans les cinq départements constituants son aire de diffusion « officielle », mais peut aussi être reçue dans une partie des Charentes et de l'Occitanie (diffusion par l'émetteur du Pic du Midi, en plus de France 3 Midi-Pyrénées). Par ailleurs, France 3 Aquitaine peut être reçue partout en France par l'intermédiaire des bouquets satellitaires et des bouquets ADSL.

## Histoire de la chaîne
Un centre de télévision régionale nommé Télé Bordeaux Aquitaine est créé à Bordeaux en 1962.
En février 1962,, Télé Toulouse-Pyrénées réalise sa première émission expérimentale. Le journal régional est officiellement inauguré le 6 décembre 1963. À l'origine, l'antenne de télévision du Pic du Midi, inaugurée en 1957, desservait une grande zone, constituée par les régions Midi-Pyrénées, Languedoc-Roussillon, Aquitaine et Limousin. Les émissions destinées à Midi-Pyrénées et au Languedoc-Roussillon étaient diffusées un jour sur deux sous le nom de "RTF Télé Toulouse-Pyrénées", tandis que celles destinées à l'Aquitaine et le Limousin étaient diffusées sur la même antenne les autres jours de la semaine sous le nom de "RTF Télé Bordeaux-Aquitaine". En 1965, l'antenne de Télé Limoges est créée, et, à partir de 1966, avec l'inauguration des studios de Télé Bordeaux-Aquitaine, l'antenne régionale est désormais indépendante.
Une borne audio-vidéo est installée à Bayonne en 1971. La première émission régionale en couleur ainsi que la première émission en langue basque ont lieu la même année.
- 1982 : FR3 Aquitaine perd la radio au bénéfice de Radio France.

- 1983 :
  - Utilisation de la première caméra Betacam au bureau de Bayonne.
  - Introduction de la publicité dans les programmes régionaux de Bordeaux.

- 1985 : Inauguration des bornes audio-vidéo à Périgueux, Mont-de-Marsan et Pau.

- 1988 :
  - Création de l'Unité de Production lourde en films de télévision, qui produira « Champagne Charlie » en 1988 et « Marie Curie » en 1989.
  - Création de l’émission « Eurosud », en partenariat avec les télévisions publiques espagnole (TVE) et portugaise (RTP).

- 1990 : Regroupement des moyens de Bordeaux (films) et Toulouse (vidéo) pour la création d'un pôle de production Sud Ouest.

- 1992 :
  - FR3 arbore les nouvelles couleurs de la chaîne et devient France 3 Aquitaine.
  - Lancement de la première locale : France 3 Euskal Herri Pays basque

- 2002 : Nouveau logotype, dans le cadre du changement d’identité visuelle du groupe France Télévisions
- 2015 : Création d'Imedia
- 2018 : Création en septembre de la chaîne France 3 NoA

## Identité visuelle

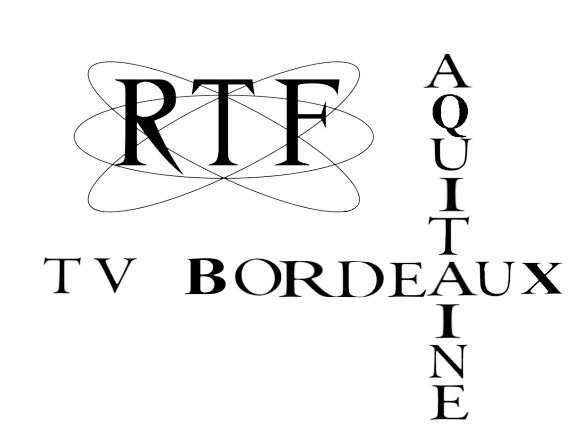
Logo de RTF Télé Bordeaux-Aquitaine depuis 1962 jusqu'en 1964.
Logo de FR3 Aquitaine du 6 mai 1986 au 23 novembre 1987.
Logo de France 3 Aquitaine du 7 septembre 1992 au 7 janvier 2002.
Logo de France 3 Aquitaine du 7 janvier 2002 au 6 avril 2008.
Logo de France 3 Aquitaine du 4 janvier 2010 au 5 septembre 2011.
Logo de France 3 Aquitaine du 5 septembre 2011 au 28 janvier 2018.
Logo de France 3 Aquitaine depuis le 29 janvier 2018.

## Organisation

Bureaux d'informations et télévisions locales de France 3 Aquitaine

### Bureaux information de proximité
- France 3 Dax
- France 3 Mont-de-Marsan
- France 3 Agen

### Télévisions locales de l'antenne France 3 Aquitaine
- France 3 Périgord
- France 3 Pau Sud-Aquitaine
- France 3 Euskal Herri-Pays basque.

## Émissions
- 12/13 du lundi au dimanche à 12h présenté par Marie-Pierre d'Abrigeon (en semaine) et Sandrine Papin (le week-end)
- 19/20 du lundi au dimanche à 19h présenté par Vincent Dubroca (en semaine) et Sandrine Papin (le week-end)
- Dimanche en politique le dimanche de 11h30 à 12h00, présenté par Franck Omer
- Enquêtes de Région, présenté par Vincent Dubroca
- Le Magazine du Pays basque, chaque samedi à 19h18
- Le Mag, chaque dimanche à 19h18
- Cap Sud Ouest, chaque dimanche à 12h55
- 9h50 Le Matin, du lundi au vendredi à 9h50, présenté par Christophe Zirnhelt et Delphine Roux (2016-2018)
- Ensemble c'est mieux, du lundi au vendredi à 10h50, présenté par Christophe Zirnhelt (de Janvier à Juin 2019), Philippe Aigueperse (de Septembre à Décembre 2019), Vanessa Finot et Delphine Roux.
- Plein Phare, du lundi au vendredi à 10h50, présenté par Aurélie Bambuck (2017-2018)

## Diffusion

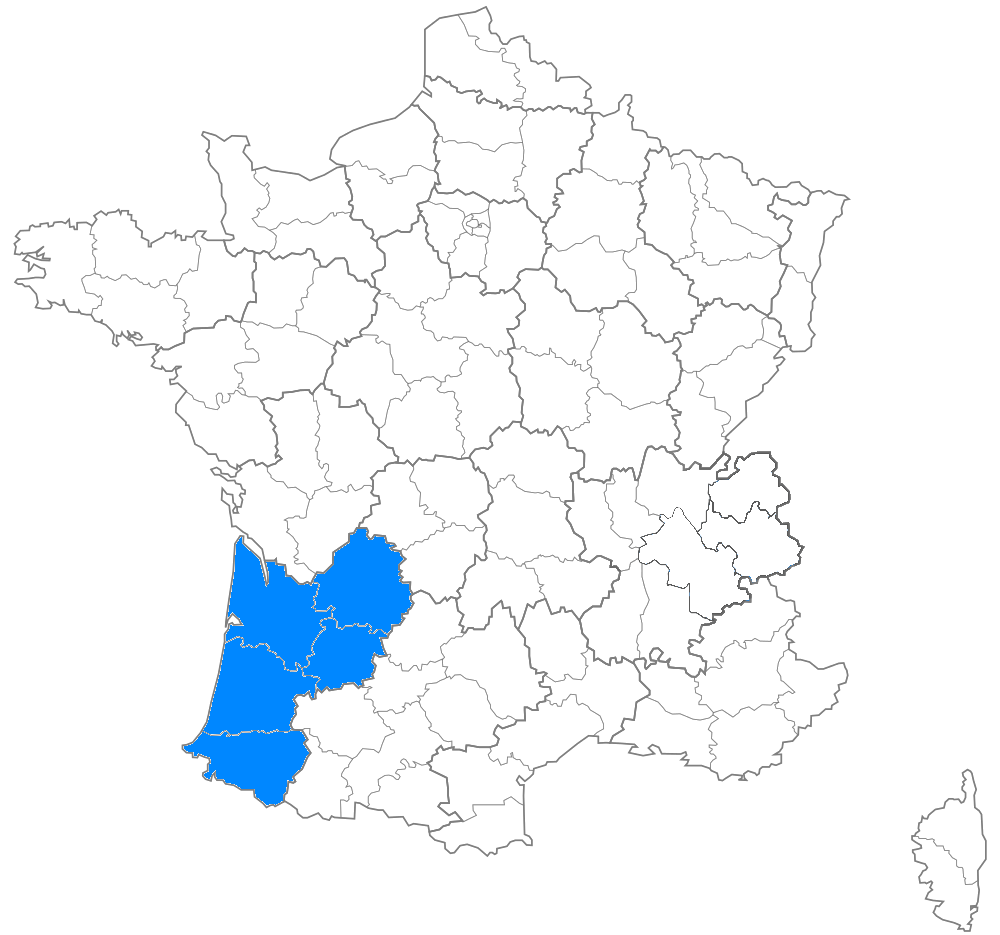
Zone d'émission TNT totale de France 3 Aquitaine.

France 3 Aquitaine est diffusé sur la TNT (chaîne no 3 sur les émetteurs de cinq départements de Nouvelle-Aquitaine : Dordogne, Gironde, Landes, Lot-et-Garonne et Pyrénées-Atlantiques, chaîne no 33 sur l'émetteur du Pic du Midi couvrant une partie de l'Occitanie).
France 3 Aquitaine est aussi disponible sur le satellite (Fransat, TNT Sat et Canal+), et l'ADSL.
France 3 Aquitaine dispose de 3 éditions locales du 19/20, disponibles par la TNT : Périgords, Euskal Herri Pays basque et Pau-Sud Aquitaine. Les éditions locales ne sont  diffusėes que sur le rėseau TNT. L'édition  Pau-Sud Aquitaine est disponible sur le canal 33 du rėseau TNT sur la zone d'émission du Pic du Midi.